# Korte-snuitvlieg
De korte-snuitvlieg (Rhingia borealis) is een vliegensoort uit de familie van de zweefvliegen (Syrphidae). De wetenschappelijke naam van de soort is voor het eerst geldig gepubliceerd in 1928 door Ringdahl.